# Hexatoma nigra
Hexatoma nigra là một loài ruồi trong họ Limoniidae. Chúng phân bố ở miền Cổ bắc.